# I See the Light
«I See the Light» es el primer sencillo promocional del álbum oficial de la banda sonora de la película de Tangled, el tema es interpretado por la cantante pop estadounidense Mandy Moore y el actor estadounidense Zachary Levi. En su versión para Hispanoamérica el tema recibe el nombre de «Veo en ti la Luz»  y es interpretado por los cantantes Danna Paola y Chayanne, mientras que la versión para España es titulada «Por fin ya veo la luz» interpretada por Carmen López y Tony Mateo.

## Nominaciones
«I See the Light» ha sido nominada a varias premiaciones de gran importancia en los Estados Unidos y el mundo. En los Premios de la Academia en la categoría de Mejor Canción Original; así como en los Golden Globe en la misma categoría.
Consiguió una nominación en los Broadcast Film Critics Association en la categoría de mejor canción, el 30 de noviembre de 2011 se dan aconocer las nominaciones de los Premios Grammys de 2012, «I See the Light» es nominada a la categoría «Best Song Written For Visual Media», convirtiéndose en la primera nominación de Mandy Moore a esta premiación después de 13 años de carrera musical.